# Riblje ulje
Riblje ulje je ulje koje se dobiva prešanjem ili zagrijavanjem iz jetre bakalara, oslića i kolje.
Sastoji se od lako probavljivih ulja a sadrži jod, fosfor, vitamin A, E i D. Koristi se kao sredstvo za jačanje kod dječjih bolesti i pothranjenosti, ali i kao prevencija rahitisa. Od ribljeg ulja proizvodi se i mast za rane.
Danas se uglavnom više ne koristi u navedene svrhe. Smatra se zastarjelim proizvodom.